# Cameron Boyce
Cameron Mica Boyce (Los Angeles, 28 mei 1999 – aldaar, 6 juli 2019) was een Amerikaans acteur. Hij werd bekend door zijn rollen in de films Mirrors, Eagle Eye, Grown Ups, Grown Ups 2, de Descendants-trilogie en de Disney Channel-serie Jessie.
Op 6 juli 2019 overleed hij op twintigjarige leeftijd in zijn slaap als gevolg van een epileptische aanval die werd veroorzaakt door een medische aandoening waarvoor hij werd behandeld.

## Carrière
In mei 2008 maakte Boyce als amper negenjarige zijn televisiedebuut in de muziekvideo van That Green Gentleman (Things Have Changed) van Panic! at the Disco, waarin hij Ryan Ross speelde in diens kinderjaren. In hetzelfde jaar acteerde hij ook nog in de films Mirrors en Eagle Eye. Een jaar later had Boyce een cameo in een reclameboodschap van Burger King. In juni 2010 maakte hij zijn opwachting in de film Grown Ups, en later ook nog in het vervolg uit 2013, Grown Ups 2. In 2011 had hij een kleine rol in Good Luck Charlie op Disney Channel en was hij een van de dansers in ABC's Dancing with the Stars en Disney's Shake It Up. Van september 2011 tot en met oktober 2015 vertolkte hij de rol van Luke Ross in de televisieserie Jessie van Disney Channel. In 2016 hernam hij deze rol in de spin-off serie Bunk'd.
In 2015 kreeg hij de rol van Carlos, de zoon van het personage Cruella De Vil, in de film Descendants. Deze rol speelde hij eveneens in de vervolgfilms Descendants 2 (2017) en Descendants 3 (2019).
Voor zijn dood werkte hij mee aan de serie Paradise City met o.a. Bella Thorne en Andy Biersack. Hij is te zien in alle 8 afleveringen van het eerste seizoen dat in maart 2021 uitkwam.

## Privéleven
Zijn moeder is een Asjkenazische Jood en zijn vader een Afro-Amerikaan.
In 2017 haalde Boyce binnen veertig dagen meer dan 27.000 dollar binnen voor het Thirst Project, dat zorgt voor schoon drinkwater in ontwikkelingslanden.